# Paul Maze
 (septembre 2019).
Paul Maze (21 mai 1887, Le Havre – 17 septembre 1979, West Sussex) est un peintre anglo-français.

## Biographie
Il est souvent surnommé « Dernier des post-impressionnistes » ; ses toiles représentent des scènes maritimes françaises, des scènes de New York et de la campagne anglaise. Il est surtout connu pour des thèmes typiquement britanniques : régates, événements sportifs, courses à Goodwood, yachting à Cowes. En 1916, durant la Première Guerre mondiale, il rencontre Winston Churchill sur le Front ; leur passion pour la peinture les conduit à une longue amitié qui naquit vraiment après que Churchill aura préfacé en 1934 les mémoires de guerre de Maze, publiés sous le titre A Frenchman in Khaki. Ils peignent les environs de Saint-Georges-Motel, vers Dreux, dont le château appartient à la richissime Consuelo Vanderbilt, épouse du cousin de Churchill, Charles Spencer-Churchill (9e duc de Marlborough), dont elle divorce en 1921, avant d'épouser en secondes noces le Français Jacques Balsan. Maze disposait d'un atelier dans un moulin dépendant du château. Souvent invité à Chartwell au cours des années 1930, il en est écarté par Clementine Churchill qui n'approuvait pas cette relation, mais les deux hommes restent en contact, et Maze « soutenait à fond la politique anti-apaisement et pro-française » de Churchill . Il fut le "mentor artistique" de Churchill, l'encourageant à développer ses techniques de peinture et de dessin. En 1979, Étienne Maze[Qui ?], agent de change à Manchester, acquit le domaine viticole en appellation Cognac et la maison de maître de Montplaisir à Burie, en Charente-Maritime, qu'il réhabilita. Depuis, Jeanne Maze Churchill poursuit l'entreprise.

## Livres sur  Maze
- Paul Maze: The Lost Impressionist (1983) Anne Singer, Aurum Press  (ISBN 978-0906053485);
- Paintings by Paul Maze (1964) Acquavella Galleries, University of Virginia;
- Paul Maze (1887-1979): an impressionist in England (2010) Marsh Art Gallery, the University of Virginia;
- Paul Maze (1977) Wildenstein & Co. (London, England);
- A Tribute to Paul Maze: The Painter and His Time (1967) Marlborough Fine Art.